# Skizzen aus Natur- und Völkerleben
Die Skizzen aus Natur- und Völkerleben des Reiseschriftstellers Johann Georg Kohl (1808–1878) sind eine Sammlung von Aufsätzen zu verschiedenen Themen. Das Werk erschien im Sommer 1851 in zwei Teilen in Dresden bei Rudolf Kuntze.

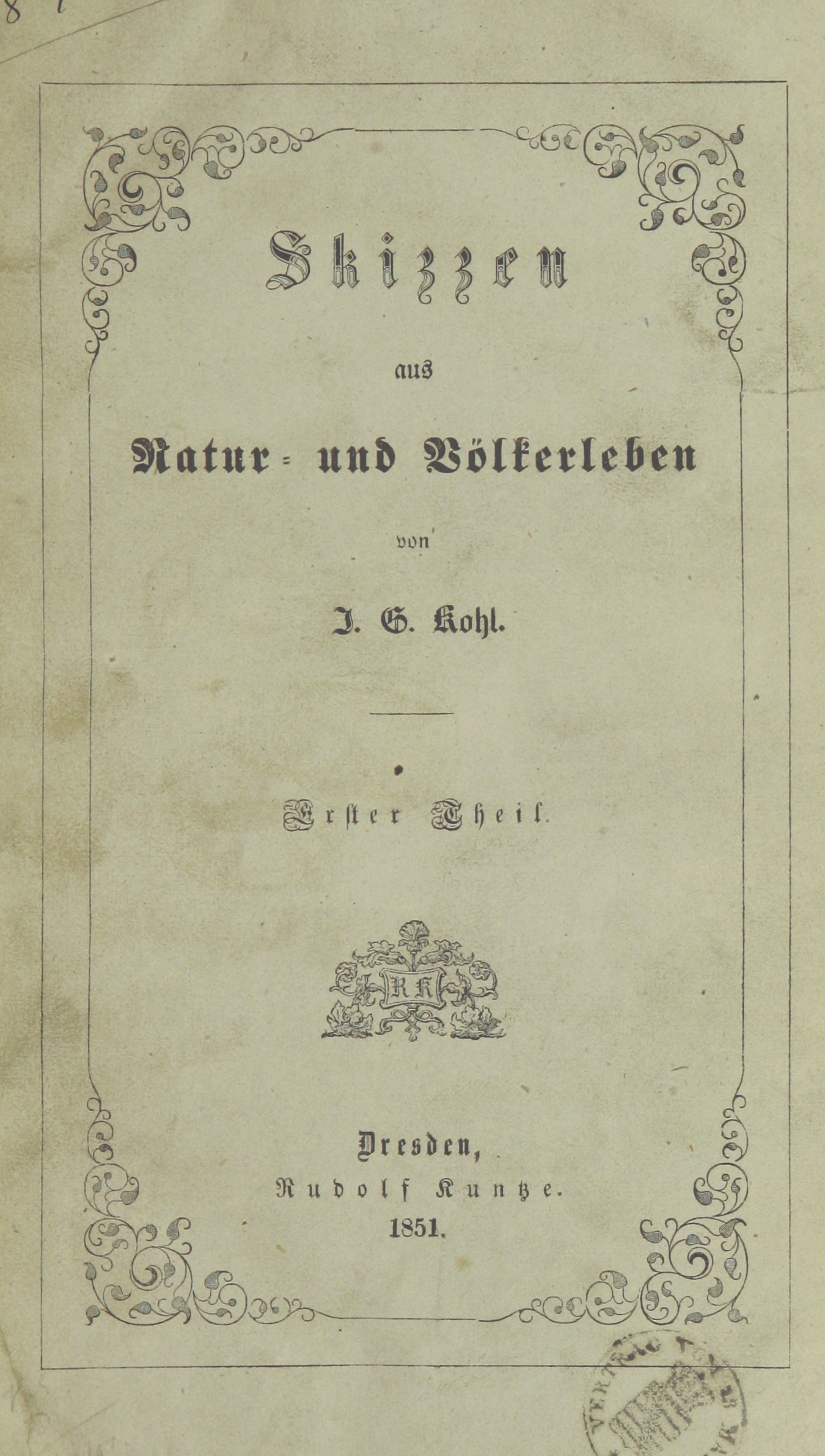
Titelblatt des ersten Teils

## Inhalt
Die beiden Bände versammeln insgesamt 13 Einzelaufsätze zu verschiedenen Themen, die Kohl zwischen 1845 und 1850 verfasste. Drei Kapitel sind dabei Reisebeschreibungen im engeren Sinn (Wesermündung, Moselfahrt, Fränkische Schweiz), die alle auf das Jahr 1849 zurückgehen. Kohls Aufenthalt im Erzgebirge (1845) und in der Schweiz (Interlaken Winter 1846–1847) waren ihm Anlass für mehrere landeskundliche und kulturgeschichtliche Schilderungen. Die weiteren Kapitel behandeln politische, medizinische und geographische Themen (u. a. den Panslawismus und die deutsche Flottenpolitik).

### Teil I
- I. Politische Meditationen (geschrieben zu Dresden 1848–1849) (S. 1–84)
- II. Panem! et Circenses! oder Betrachtungen über die neuen Reformen in der Behausung, Kleidung, Nahrungs- und Vergnügungsweise der europäischen Völker und namentlich der Deutschen (geschrieben zu Dresden im Winter 1849–1850) (S. 85–154)
- III. Die Slawen und die panslawistischen Tendenzen (geschrieben zu Dresden im Sommer 1848) (S. 155–218)
- IV. Die deutsche Kriegsflotte (geschrieben zu Dresden im Winter 1849) (S. 219–280)
- V. Reise zur Wesermündung. Im Herbste 1849 (S. 281–344)
- VI. Die Donau in ihren natürlichen und culturgeschichtlichen Verhältnissen (geschrieben zu Dresden im Winter 1847–1848) (S. 345–408)

### Teil II
- VII. Eine Moselfahrt von Trier nach Koblenz. Im Herbste 1849 (S. 1–42)
- VIII. Besuch in den Höhlen der fränkischen Schweiz. Im Herbste 1849 (S. 43–94)
- IX. Slawen und Slawisches in der Umgegend von Dresden (geschrieben in einem Dorfe am Fuße des Erzgebirges 1845) (S. 95–130)
- X. Ueber die abergläubischen Meinungen, Sitten und Gebräuche eines deutschen Volksstammes im neunzehnten Jahrhundert (geschrieben und gesammelt in einem Dorfe am Fuße des Erzgebirges 1845) (S. 131–196)
- XI. Bemerkungen über die Küche und Nahrungsweise der Anwohner des Erzgebirges (geschrieben in einem Dorfe am Fuße des Erzgebirges 1845) (S. 197–244)
- XII. Ueber Cretinismus in der Schweiz (geschrieben zu Interlaken 1847) (S. 245–288)
- XIII. Eigenthümlichkeiten des Deutschen im Berner Oberlande (geschrieben zu Interlaken im December 1846) (S. 289–316)

## Zur Entstehung
In einem 1875 in der Zeitschrift für deutsche Kulturgeschichte abgedruckten Aufsatz schrieb Kohl rückblickend über seinen Aufenthalt im Erzgebirge: "Um die Mitte dieses Jahrhunderts lebte ich während eines ganzen Jahres in einer der hübschen kleinen Strohflechter-Dörfer im Südwesten der sächsischen Residenzstadt Dresden. Während meines Aufenthaltes daselbst machte ich mich mit Charakter, Sitten, Dialekt und Sprechweise der Bewohner meines Dorfers und der Nachbar-Thäler und Ortschaften, zu denen mich meine Spaziergänge und Ausflüge führten, vertraut und sammelte unter andern auch ziemlich zahlreiche Beobachtungen über die abergläubischen Meinungen und Gebräuche der dortigen Leute, die ich aufzeichnete".
Die beiden Kapitel Die deutsche Kriegsflotte und Reise zur Wesermündung. Im Herbste 1849 hängen insofern zusammen, als Kohl die Kriegsflotte während dieser Reise "selbst sah und genau besichtigte".

## Buchanzeigen und Rezensionen
1. Leipziger Zeitung, Nr. 238 (4. September 1851), S. 4720 ANNO (Einzelseitenansicht)
2. Illustrirte Zeitung (Leipzig), Nr. 427 (6. September 1851), S. 222 ANNO (Einzelseitenansicht)
3. Blätter für literarische Unterhaltung, Nr. 119 (20. September 1851), S. 895 (Bibliographische Anzeige)
4. Abendblatt der Wiener Zeitung, Nr. 235 (11. Oktober 1851), S. 938 f.; bis Nr. 269 (22. November 1851), S. 1073 f. (Kurzrezension und Abdruck des Kapitels II aus Teil I in Fortsetzungen im Feuilletonteil des Abendblatts). Das Kapitel IX aus Teil II wurde anschließend in der Beilage zum Morgenblatte der Wiener Zeitung abgedruckt, beginnend mit Nr. 48 (27. November 1851).
5. Blätter für literarische Unterhaltung, Nr. 125 (1. November 1851), S. 1034 f. ANNO (EInzelseitenansicht Sː 1034) ANNO (Einzelseitenansicht S. 1035)
6. Beilage zur Ilustrirten Zeitung (Leipzig), Nr. 851 (4. Dezember 1851), S. 374 (Verlagsanzeige von R. Kuntze, mit dem Angebot einer Ermässigung des Buchpreises, von 3 Talern heruntergesetzt auf 1 Taler, 15 Groschen)